# Restrictions
Restrictions är Cactus tredje studioalbum, utgivet 1971.

## Låtlista
1. "Restrictions" (R. Day, C. Appice) – 6:16
2. "Token Chokin'" (R. Day, C. Appice) – 3:08
3. "Guiltless Glider" (R. Day, T. Bogert, C. Appice, J. McCarty) – 8:44
4. "Evil" (Chester Burnett) – 3:15
5. "Alaska" (J. McCarty, T. Bogert, R. Day) – 3:40
6. "Sweet Sixteen" (T. Bogert, R. Day, C. Appice, J. McCarty) – 3:19
7. "Bag Drag" (J. McCarty, R. Day) – 5:12
8. "Mean Night In Cleveland" (R. Day, T. Bogert, C. Appice, J. McCarty) – 2:10

## Medverkande musiker
- Tim Bogert - bas, bakgrundssång, ledsång på spår 2
- Carmine Appice - trummor, slagverk, bakgrundssång
- Jim McCarty - gitarr
- Rusty Day - sång, munspel
- Ron Leejack – slidegitarr
- Albhy Galuten – piano
- Duane Hitchings – keyboards